# Lorentz (fiume)
Il Lorentz (chiamato anche Unir o Undir) è un fiume situato nella provincia indonesiana di Papua, nella Nuova Guinea occidentale, a circa 3500 km a nord-est della capitale indonesiana Jakarta

## Descrizione
Ha origine nella catena montuosa centro-orientale della Nuova Guinea e sfocia a sud nel Mar degli Alfuri a Flamingo Bay.
Durante le prime due spedizioni olandesi nel sud della Nuova Guinea (1907–10) fu chiamato Northern River. Nel 1910 fu ribattezzato con il nome dell'esploratore olandese Hendrikus Albertus Lorentz. Dopo essere diventata parte dell'Indonesia, è stato ribattezzato Unir.